# Defensor del Pueblo Europeo
El Defensor del Pueblo Europeo es el defensor del pueblo de la Unión Europea, con sede en el Edificio Salvador de Madariaga en Estrasburgo. Pueden acudir a ella la ciudadanía europea.

## Historia
La institución del Defensor del Pueblo Europeo fue creado por el Tratado de Maastricht y la primera persona en ocupar el cargo fue Jacob Söderman de Finlandia tras ser elegido por el Parlamento en 1995. La actual defensora del pueblo es la portuguesa Teresa Anjinho desde el 27 de febrero de 2025.

## Nombramiento
El defensor del pueblo europeo es elegido por el Parlamento Europeo. Es elegido por el mandato del Parlamento y su plazo es renovable. A petición del Parlamento Europeo, el defensor del pueblo podrá ser removido por el Tribunal de Justicia si «ya no cumple con las condiciones requeridas para el ejercicio de sus funciones, o si es culpable de mala conducta grave». (Artículo 228 del Tratado de Funcionamiento de la UE)

## Misión y competencias
Cualquier ciudadano o entidad de la UE puede recurrir al Defensor del Pueblo para investigar una institución de la UE por mala administración: irregularidades administrativas, injusticias, discriminación, abuso de poder, falta de respuesta, denegación de información o retraso innecesario. El defensor del pueblo no puede investigar el Tribunal de Justicia Europeo en su capacidad judicial, el Tribunal General, el Tribunal de la Función Pública, las administraciones nacionales y regionales (incluso en lo que respecta a la legislación de la UE), los poderes judiciales, los particulares o las sociedades.
El defensor del pueblo no tiene poderes vinculantes para hacer cumplir sus resoluciones, pero en general el nivel de cumplimiento es alto. El defensor del pueblo emplea principalmente su poder de la persuasión y la publicidad. En 2011, la tasa global de cumplimiento por parte de las instituciones de la UE con sus sugerencias fue del 82 %. Las Agencias de la UE tenían una tasa de cumplimiento del 100 %. La tasa de cumplimiento de la Comisión Europea fue la misma que la cifra global de 82 %, mientras que la Oficina Europea de Selección de Personal
(OESP) tuvo una cifra de cumplimiento del 69 %.

## Los casos
Es un derecho de un ciudadano de la UE, según los tratados de la UE, para tomar un caso ante el Defensor del pueblo. Un ejemplo de un caso abordado por el Defensor del Pueblo implicaba un retraso en el pago de la Comisión a un periodista científico alemán. La Comisión explicó el retraso, pagó intereses y aceleró los futuros pagos a los expertos. En otra ocasión, a raíz de una denuncia de un húngaro, la OESP acordó aclarar la información contenida en los avisos de competencia de contratación relativos a las pruebas de elegibilidad y preselección. Un tercer caso se resolvió cuando el Defensor del Pueblo obligó al Consejo a divulgar al público documentos cuya existencia no había reconocido previamente.
El Defensor del Pueblo recibió 2.657 denuncias en el año 2010 y abrió 335 investigaciones sobre presunta mala administración. En 2011 se recibieron 2.510 quejas y se abrieron 396 investigaciones. El mayor número de quejas en 2011 provino de España (361), seguido de Alemania con 308. En relación con la población, sin embargo, la mayor proporción de quejas provino de Luxemburgo y Chipre. El Reino Unido, a pesar de su reputación euroescéptica , fue en 2009 responsable de la menor cantidad de reclamaciones. En 2011, el Reino Unido fue el responsable de 141 quejas ante el Defensor del Pueblo, que siguen representando una relativamente baja proporción de quejas frente a su población.
Según los informes del Defensor del Pueblo, el 58% de las quejas en 2011 estaban relacionados con la Comisión Europea. El 11% guardaban relación con  aspirantes insatisfechos a la Administración Pública Europea que dirigían su reclamación a la  Oficina Europea de Selección de Personal (OESP) y un 4% del Parlamento Europeo. El Consejo de la Unión Europea representó un 3%.

## Lista de titulares
| Defensor del Pueblo    | Años      | País      |
| ---------------------- | --------- | --------- |
| Jacob Söderman         | 1995-2003 | Finlandia |
| Nikiforos Diamandouros | 2003-2013 | Grecia    |
| Emily O'Reilly         | 2013–2025 | Irlanda   |
| Teresa Anjinho         | 2025-     | Portugal  |